# Kreml von Kolomna

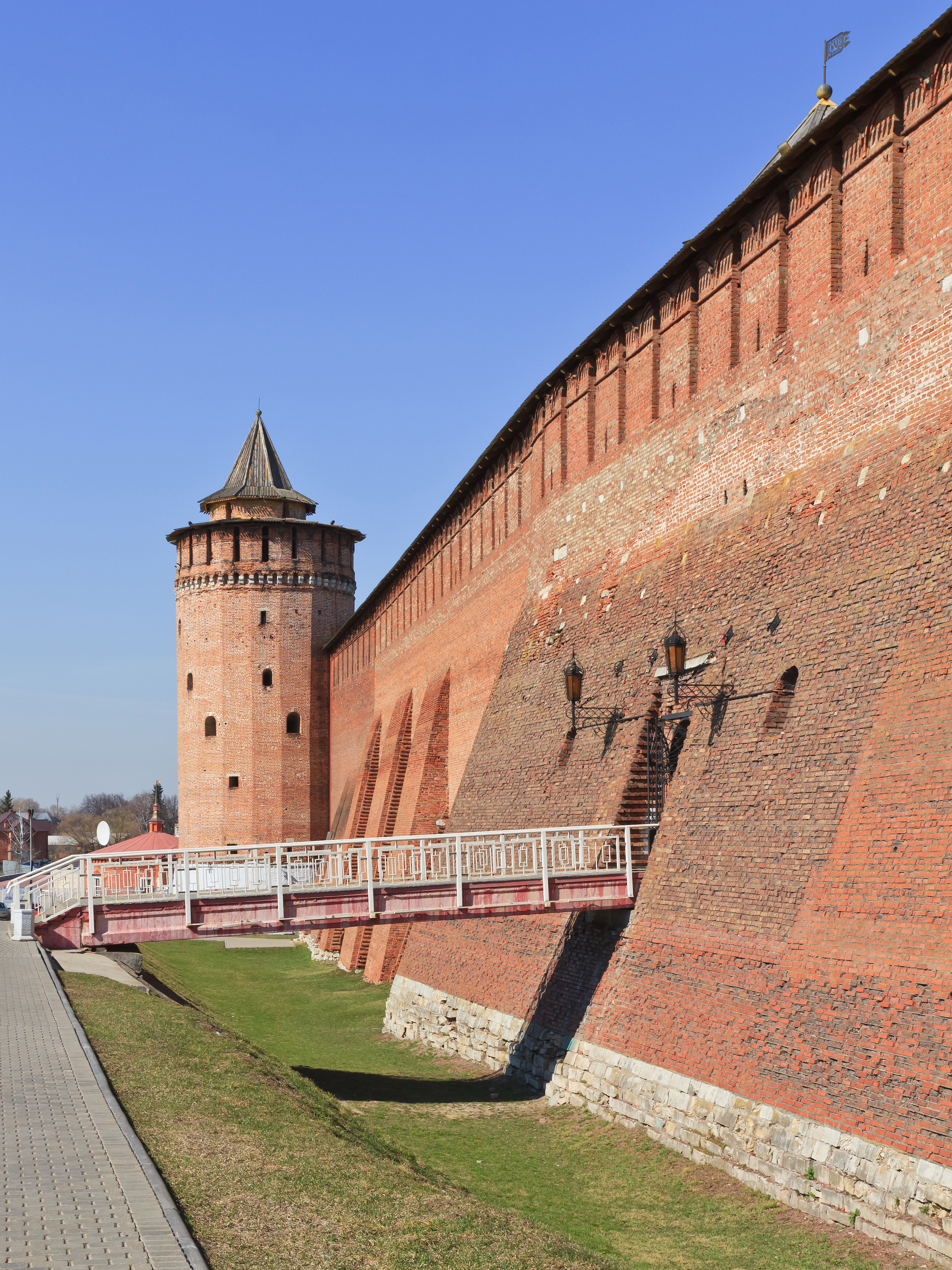
Kremlmauer und Marinkina-Turm

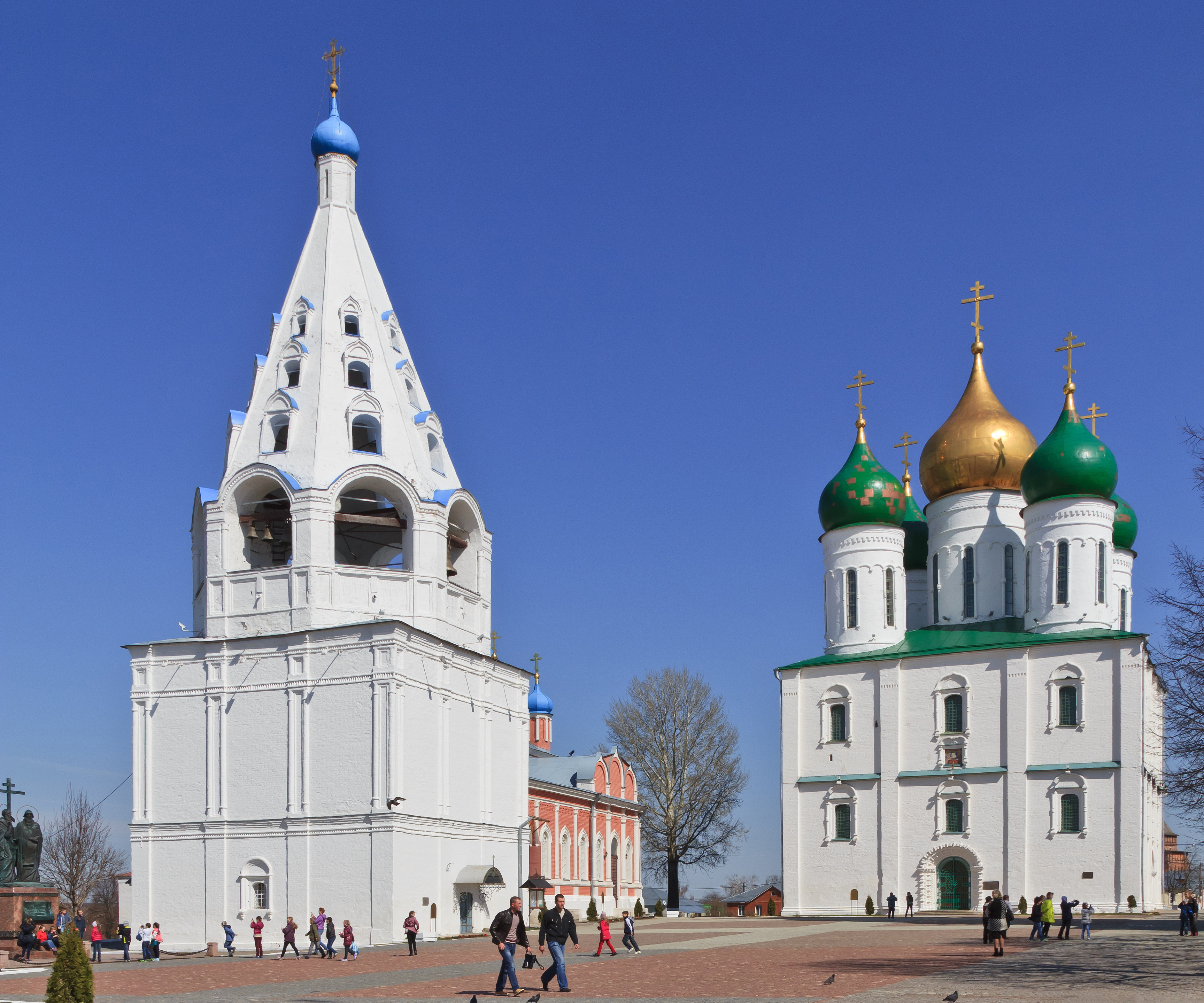
Mariä-Entschlafens-Kathedrale und Glockenturm

Der Kreml von Kolomna (russisch Коломенский кремль) ist ein denkmalgeschütztes Ensemble aus dem 16. Jahrhundert in der russischen Stadt Kolomna 110 km südöstlich von Moskau. Es handelt sich hierbei um eine ehemalige Stadtbefestigung ähnlich dem Moskauer Kreml. Das Ensemble besteht aus Teilen einer Umfriedungsmauer mit Wachtürmen sowie mehreren historischen Bauwerken (darunter zwei Klöstern), die einst innerhalb dieser Mauer lagen.

## Geschichte
Ähnlich wie die anderen altrussischen Kreml südlich und südöstlich von Moskau (d. h. der Rjasaner, der Saraisker und der Tulaer Kreml) diente auch die Zitadelle von Kolomna der Sicherung der südlichen Grenzen des Moskauer Großfürstentums, das im Laufe seiner Geschichte oft Angriffsziel beispielsweise der Krimtataren war. Zum Schutz der südlichen Grenze, die etwas weiter südlich des Flusses Oka verlief, wurde daher die sogenannte Verhaulinie erschaffen. Dabei wurden mehrere strategisch besonders günstig gelegenen Orte zu Festungsstädten ausgebaut. Einer dieser Orte war Kolomna, das in der Nähe des Zusammenflusses von Moskwa und Oka liegt.
Der Bau einer Stadtzitadelle nach Moskauer Vorbild begann im Mai 1525, nur wenige Jahre nachdem das zu jener Zeit nur durch eine hölzerne Befestigung geschützte Kolomna von krimtatarischen Truppen des Mehmed I. Giray überfallen und niedergebrannt wurde. Es ist nicht überliefert worden, wer die Architekten des neuen Kremls waren, eine Beteiligung italienischer Baumeister – ähnlich wie beim Bau des Moskauer Kremls – wird jedoch vermutet. Nach einer sechsjährigen Bauzeit konnte die neue Zitadelle im August 1531 fertiggestellt werden.
Ursprünglich besaß der Kreml 17 Wachtürme, die in eine durchgehende, bis zu 21 Meter hohe Umfriedungsmauer eingebaut waren. Von seiner Fläche her war der 24 Hektar große Kreml von Kolomna nur geringfügig kleiner als sein Moskauer Vorbild (27,5 ha). Die Festung befand sich am hohen Ufer der Moskwa nahe der Mündung des Flüsschens Kolomenka. Sowohl diese verteidigungstechnisch günstige Lage als auch die massive Bauweise der Befestigungsanlagen – bei der Errichtung wurde unter anderem auf die reichlichen Vorkommen des Tons und des Kalksteins in unmittelbarer Umgebung Kolomnas zurückgegriffen – machten die Stadt nunmehr äußerst schwer einnehmbar. Deutlich wurde dies Ende des Jahres 1606 während des Bauernaufstands von Iwan Bolotnikow, der die Zitadelle erfolglos zu stürmen versuchte.
Im Laufe des 17. Jahrhunderts, als sich die südlichen Grenzen des nunmehr zum Zarentum Russland ausgerufenen Moskowiens immer weiter nach Süden verschoben, verloren die Verteidigungsanlagen der Verhaulinie und mit ihnen auch der Kreml von Kolomna ihre ursprüngliche Bedeutung. Speziell in Kolomna entwickelte sich ab Mitte des 17. Jahrhunderts Handel und Handwerk, während die Stadtbefestigung kaum noch gepflegt wurde und zusehends verfiel. Innerhalb der Kremlmauer sowie rund um die Zitadelle entstanden etliche zivile Bauten, bei deren Errichtung mitunter Teile der Kremlmauer abgetragen wurden, um Ziegelsteine für den Bau zu gewinnen. Erst in den 1820er-Jahren verbot Zar Nikolaus I. per Dekret den Abriss der Kolomnaer Kremlbauten, allerdings waren bis dahin bereits zehn historische Wachtürme und ein Großteil der Mauer unwiederbringlich zerstört.
Die heute erhaltenen Anlagen geben im Wesentlichen das Ensemble des Kremls im 19. Jahrhundert wieder. Auch einige der im 18. und 19. Jahrhundert entstandenen Bauwerke, denen die historischen Befestigungsanlagen weichen mussten, stellen wichtige Architekturdenkmäler ihrer Zeit dar. Der Kreml gilt heute als Wahrzeichen von Kolomna.

## Architektur und Sehenswürdigkeiten

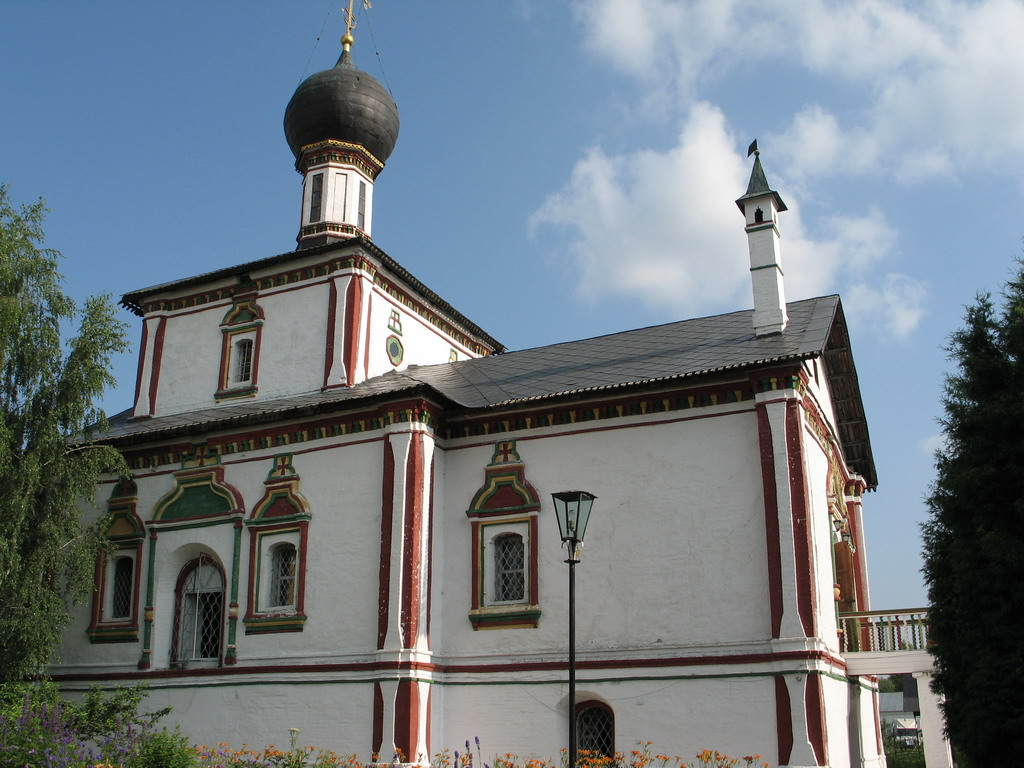
Dreifaltigkeitskathedrale des Neu-Golutwiner Klosters

Das Gelände des Kremls in Kolomna ist rund 24 Hektar groß. Bis heute erhalten ist der westliche Mauerabschnitt mit zwei Türmen und fünf weitere heute nur noch einzelstehenden Türme. Die Kremlmauer, die in ihrem ursprünglichen Zustand fast zwei Kilometer Länge erreichte, ist 18 bis 21 Meter hoch und drei bis 4,5 Meter dick. Die Höhe der erhaltenen Wachtürme schwankt zwischen 30 und 35 Meter. Ähnlich wie in Moskau hat jeder Turm einen historischen Namen. Entlang des erhaltenen Westabschnitts sind heute zwei Türme zu sehen:
- Facettenturm (Грановитая башня)
- Marinkina-Turm (Маринкина башня)

Die weiteren fünf Türme befinden sich entlang des ehemaligen Südabschnitts der Kremlmauer:
- Pjatnizkaja-Turm (Пятницкая башня) – mit Durchfahrtstor
- Verbrannter Turm (Погорелая башня)
- Semjonturm (Семёновская башня)
- Himmelfahrtsturm (Вознесенская башня)
- Jamskaja-Turm (Ямская башня)

Eine Reihe weiterer Architekturdenkmäler befindet sich unmittelbar auf dem ehemaligen Festungsgelände:
- Das Neu-Golutwiner Kloster (Ново-Голутвинский монастырь) war ursprünglich ein russisch-orthodoxes Männerkloster und wurde Anfang des 19. Jahrhunderts aus dem Kolomnaer Vorort Golutwin in den Kreml verlegt, wo es seitdem im Gebäude der ehemaligen Bischofsresidenz ansässig war. Ende der 1980er-Jahre wurde das zu Sowjetzeiten geschlossene Kloster der russisch-orthodoxen Kirche zurückgegeben und wird nunmehr als Frauenkloster geführt. Zum architektonischen Ensemble des Neu-Golutwiner Klosters gehören die im 17. Jahrhundert erbauten Profanbauten der ehemaligen Bischofsresidenz, die Ende des 17. Jahrhunderts erbaute Dreifaltigkeitskathedrale (Троицкий собор) sowie der klassizistische Glockenturm aus dem Jahr 1825.

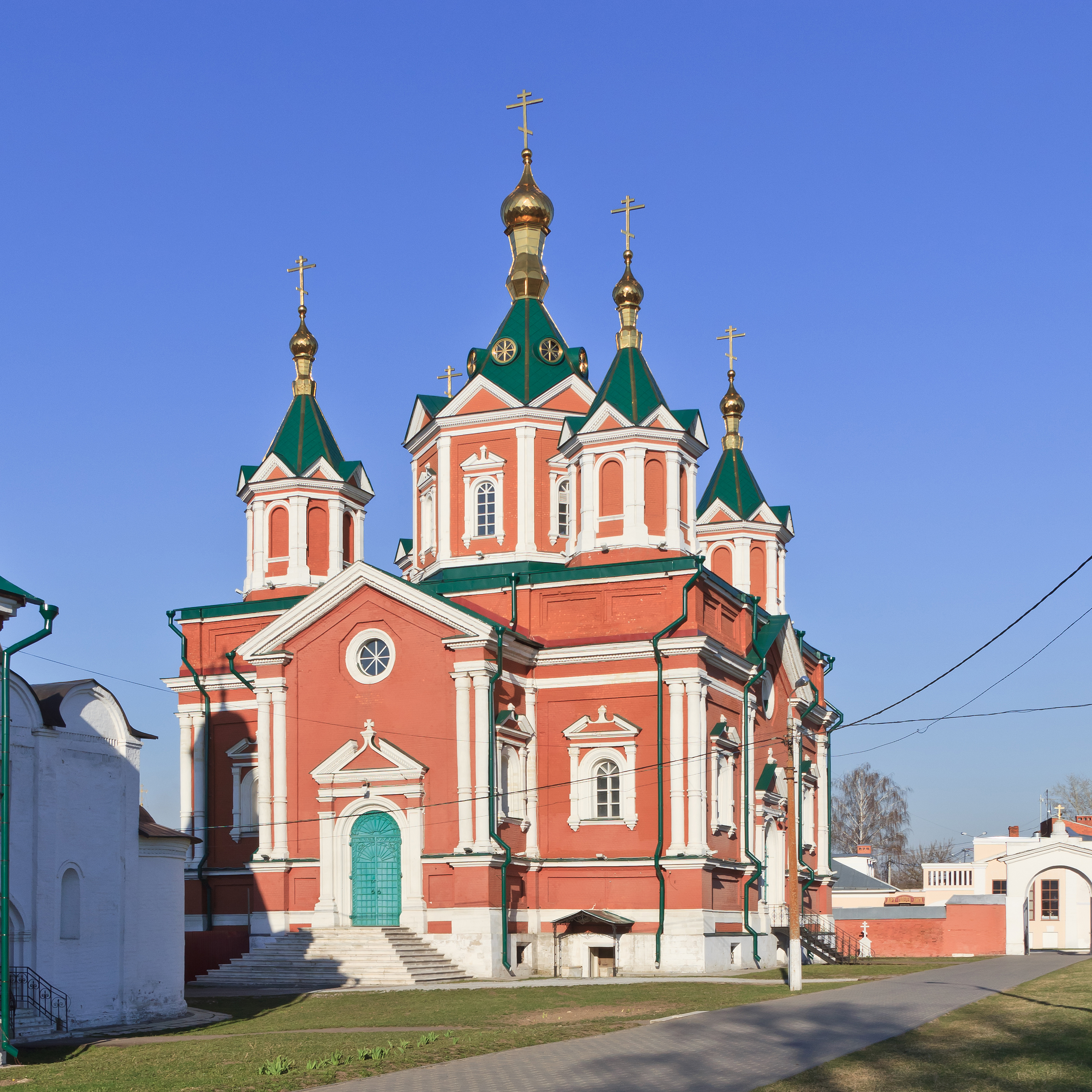
Kreuzerhöhungskathedrale

- Das Brussenezer Mariä-Himmelfahrts-Kloster (Успенский Брусенский монастырь) beherbergt weitere wertvolle Bauwerke auf seinem Gelände: Die kleine Mariä-Himmelfahrts-Kirche (Успенская церковь) mit einem auffälligen Zeltdach entstand 1552 und wurde seinerzeit – genauso wie die Moskauer Basilius-Kathedrale – der Eroberung des Kasaner Staates durch das Heer Iwan des Schrecklichen gewidmet. Die Kathedrale der Kreuzerhöhung (Крестовоздвиженский собор) entstand in den 1850er-Jahren in einem damals weit verbreiteten historistischen Stil mit Anspielungen auf die altrussischen Sakralbautraditionen. Auffällig ist auch die dekorative Umfriedung des Klosters mit schmucken spitzen Türmchen als visuelle Ergänzung zur Kreuzerhöhungskathedrale. Das Kloster wurde 1552 gegründet und wird seit 1997 als Frauenkloster wieder geführt.
- Ähnlich dem Moskauer Kreml besitzt auch die Festung in Kolomna einen Kathedralenplatz (Соборная площадь), dessen architektonische Dominante die dreikuppelige Mariä-Entschlafens-Kathedrale (Успенский собор) darstellt. Sie wurde 1672–1682 an der Stelle eines gleichnamigen Gotteshauses aus dem Jahr 1379 errichtet. Nördlich der Kathedrale steht seit 1861 die im russisch-historistischen Stil ausgeführte Kirche der Gottesmutter von Tichwin (Храм иконы Божией Матери Тихвинская) mit einem zeltförmigen Glockenturm.
- Der Kreml von Kolomna beherbergt auch etliche Profanbauten verschiedener Zeitepochen. Selbst traditionell russische Holzhäuser sind dort erhalten geblieben; in einem davon lebte gegen Ende des 19. Jahrhunderts eine Schwester des bekannten Schriftstellers Alexander Kuprin. Da letzterer dort mehrfach zu Besuch gastierte und auch an seinen Manuskripten arbeitete, wird das Haus gemeinhin als Kuprin-Haus (Дом Куприна) bezeichnet.